# Brühl 6 (Weimar)

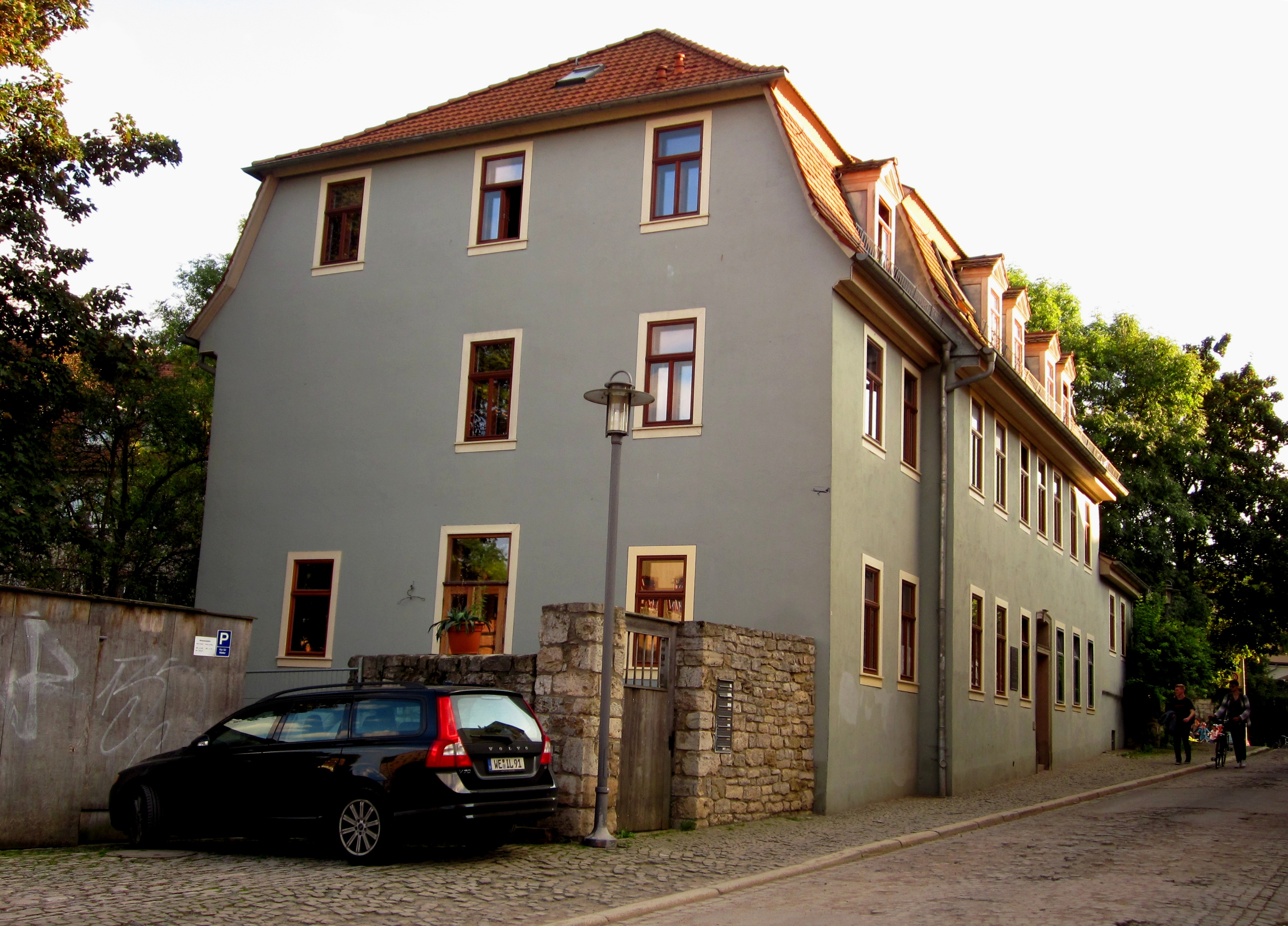
Brühl 6

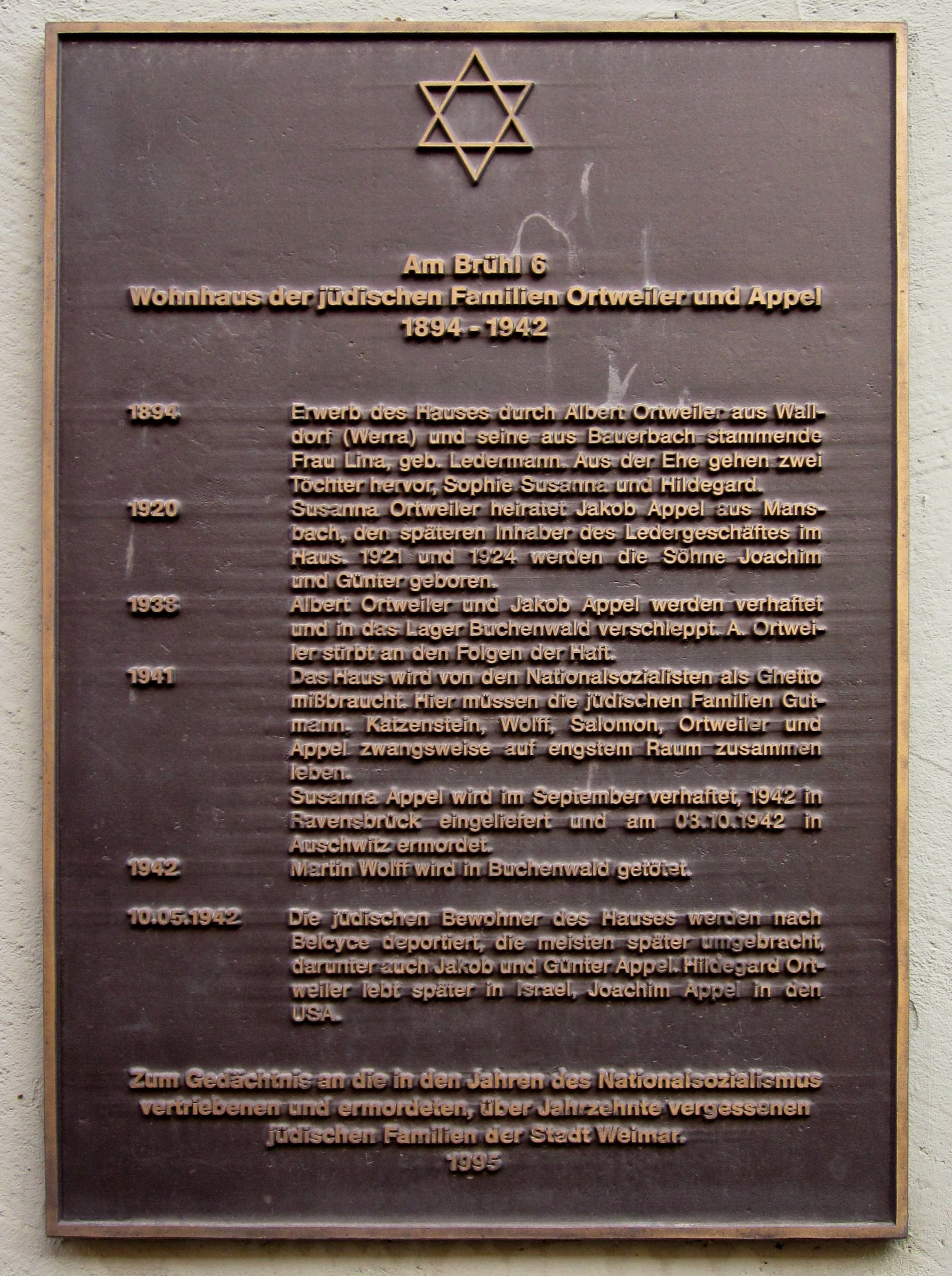
Gedenktafel Brühl 6

Das Haus Brühl 6 in Weimar in der Jakobsvorstadt ist ein mehrgeschossiges Wohnhaus mit einer Grundstücksmauer aus Bruchsteinen.
Dieses Gebäude gehörte seit 1894 der jüdischen Familie Ortweiler/Appel. Dieses Gebäude wurde als sog. Ghettohaus ebenso missbraucht wie das Haus Belvederer Allee und Haus Plan 4 in Oberweimar. Es wurde zu diesem Zweck 1941 umfunktioniert. In diesem Jahr erfolgte auch die Deportation der Bewohner und der Zwangsbewohner. Es waren auf engsten Raum acht Familien untergebracht. Niemand der hier untergebrachten Familien überlebte den Holocaust. Eine Gedenktafel wurde 1998 angebracht, die dem Charakter der Stolpersteine hat. Genannt wurden die Familien, die unfreiwillig hier untergebracht waren. Neben den eigentlichen Bewohnern, die Familien Ortweiler und Appel, waren es die Familien Katenstein, Wolff, Gutmann und Salomon. Es sind auch Stolpersteine in den Gehweg eingelassen. Diese sind auf der Liste der Stolpersteine in Weimar vermerkt.
Das Gebäude am Brühl steht auf der Liste der Kulturdenkmale in Weimar (Einzeldenkmale).